# Phá thai
| Hợp pháp theo nhu cầu:                                                       | |
|                                                                              | Không có giới hạn tuổi thai                                                                                                |
|                                                                              | Giới hạn tuổi thai sau 17 tuần đầu                                                                                         |
|                                                                              | Giới hạn tuổi thai trong 17 tuần đầu                                                                                       |
|                                                                              | Giới hạn tuổi thai không rõ ràng                                                                                           |
| Hợp pháp trong và chỉ trong các trường hợp:                                  | |
|                                                                              | Nguy hiểm đến tính mạng của người phụ nữ, đến sức khỏe của cô*, hiếp dâm*, dị tật thai nhi*, hay các yếu tố kinh tế–xã hội |
|                                                                              | Nguy hiểm đến tính mạng của người phụ nữ, đến sức khỏe của cô*, hiếp dâm, hoặc dị tật thai nhi                             |
|                                                                              | Nguy hiểm đến tính mạng của người phụ nữ, đến sức khỏe của cô*, hoặc dị tật thai nhi                                       |
|                                                                              | Nguy hiểm đến tính mạng của người phụ nữ, đến sức khỏe của cô*, hoặc hiếp dâm                                              |
|                                                                              | Nguy hiểm đến tính mạng của người phụ nữ hoặc đến sức khỏe của cô                                                          |
|                                                                              | Nguy hiểm đến tính mạng của người phụ nữ                                                                                   |
|                                                                              | Bất hợp pháp, không có ngoại lệ                                                                                            |
|                                                                              | Không có thông tin |
| * Không áp dụng đối với một số quốc gia hoặc vùng lãnh thổ trong hạng mục đó | |

Tính hợp pháp của phá thai theo quốc gia hoặc vùng lãnh thổ
Ghi chú: Trong một số quốc gia hoặc vùng lãnh thổ, các luật phá thai chịu ảnh hưởng của một số luật, quy định, pháp lý hoặc quyết định tư pháp khác. Bản đồ này cho thấy hệ quả tổng hợp của chúng khi được các nhà chức trách thi hành.

Phá thai được định nghĩa y học như thuật ngữ về một sự kết thúc thai nghén bằng cách loại bỏ hay lấy phôi hay thai nhi khỏi tử cung trước khi đến hạn sinh nở. Ở người và các giống loài khác, một sự phá thai có thể xảy ra một cách tự nhiên vì biến chứng trong quá trình mang thai, hay do cố ý gây ra. Trong trường hợp mang thai ở loài người, một sự phá thai có chủ đích có thể bị gọi là điều trị hay tùy chọn. Thuật ngữ phá thai chủ yếu nhắc tới trường hợp phá thai có chủ đích khi mang thai; những ca mất thai một cách tự nhiên thường được gọi bằng thuật ngữ sẩy thai.
Phá thai, khi được thực hiện tại các quốc gia phát triển theo những quy định pháp lý khi việc này là hợp pháp, thường là một trong những thủ thuật an toàn nhất trong y tế. Tuy nhiên, những vụ phá thai không an toàn (những vụ được thực hiện bởi những người không được đào tạo thích hợp hay bên ngoài một cơ sở y tế) dẫn tới xấp xỉ 70 nghìn ca tử vong bà mẹ và 5 triệu ca khuyết tật hàng năm trên toàn thế giới. Một con số ước tính có 42 triệu ca phá thai được thực hiện hàng năm trên thế giới, với 20 triệu ca trong số đó được thực hiện một cách không an toàn. Bốn mươi phần trăm phụ nữ trên thế giới có thể tiếp cận dịch vụ phá thai điều trị hay lựa chọn trong các giới hạn của việc thai nghén.
Phá thai có chủ đích đã có một lịch sử của việc phá thai lâu dài và đã được thực hiện bằng nhiều phương pháp gồm cả việc sử dụng các thảo dược kích thích sẩy thai, dùng dụng cụ sắc, gây chấn thương y tế, và các phương pháp y học khác. Ngành y tế hiện đại sử dụng các loại thuốc và các quy trình phẫu thuật để gây sẩy thai. Tính pháp lý, sự phổ biến, tính văn hóa, và tính tôn giáo của việc phá thai rất khác biệt trên thế giới. Ở nhiều nơi trên thế giới có sự tranh cãi và chia rẽ lớn về các khía cạnh đạo đức và pháp lý của việc phá thai. Phá thai và các vấn đề liên quan tới phá thai là một chủ đề nóng trong chính trị tại nhiều quốc gia, thường liên quan tới sự phản đối việc phá thai có chủ đích và quyền tự quyết định của các phong trào xã hội trên thế giới. Số vụ phá thai trên toàn thế giới đã giảm bớt nhờ sự tiếp cận giáo dục kế hoạch hóa gia đình và các dịch vụ tránh thai ngày càng gia tăng.

## Các kiểu

### Có chủ đích
Có xấp xỉ 205 triệu trường hợp mang thai trên toàn thế giới mỗi năm. Hơn một phần ba trường hợp là ngoài dự tính và khoảng một phần năm kết thúc với sự phá thai có chủ đích.
Một sự thai nghén có thể bị chấm dứt một cách có chủ đích theo nhiều cách. Phương pháp được lựa chọn thường dựa theo tuổi của phôi hay thai nhi, vốn phát triển kích thước cùng với tiền trình thai nghén. Các quá trình riêng biệt cũng có thể được lựa chọn tùy theo pháp luật, khả năng dịch vụ tại chỗ, và sự lựa chọn của bác sĩ và người bệnh.
Những lý do dẫn tới việc phá thai có chủ đích thường tùy theo hoặc lý do điều trị hoặc do lựa chọn. Một sự phá thai theo y học được gọi là một sự phá thai điều trị khi nó được lựa chọn để cứu sống sinh mạng của người mẹ; ngăn chặn sự ảnh hưởng tới thể chất hay tinh thần của người mẹ; sự kết thúc một quá trình mang thai khi có những dấu hiệu cho thấy đứa trẻ sẽ có nhiều nguy cơ bệnh tật bẩm sinh về thể chất hay tàn tật; hay để làm giảm có chọn lựa số lượng phôi thai để giảm thiểu các nguy cơ gắn liền với việc mang thai nhiều phôi. Một sự phá thai được gọi là do lựa chọn hay tự nguyện là khi nó được thực hiện theo yêu cầu của người phụ nữ mà không có các lý do y tế.

### Tự phát
Mất thai tự phát, cũng gọi là sẩy thai, là sự đẩy ra tự phát của một phôi thai hay thai nhi trước tuần tuổi thứ 20 tới 22. Một sự thai nghén kết thúc trước tuần tuổi thứ 37 dẫn tới sự ra đời của một đứa trẻ được gọi là "đẻ non" hay "đẻ sớm". Khi một phôi thai chết trong tử cung sau khi đã hình thành, hay trong khi đẻ, nó thường được gọi là "thai chết lưu". Những ca đẻ non và chết lưu thường không được coi là sẩy thai dù việc sử dụng những thuật ngữ này có thể nhiều khi lẫn lộn.
Chỉ 30 tới 50% ca mang thai vượt qua ba tháng đầu. Đại đa số những ca mang thai đó mất trước khi người phụ nữ biết được về việc mang thai, và nhiều ca mang thai mất trước khi nhân viên y tế có khả năng phát hiện sự có mặt của một phôi thai. Từ 15% tới 30% những ca mang thai đã được biết chấm dứt với tình trạng sẩy thai lâm sàng, phụ thuộc vào độ tuổi và sức khỏe của người phụ nữ mang thai.
Lý do thông thường nhất của sự mất thai tự phát trong ba tháng đầu là những bất thường nhiễm sắc thể của phôi thai/thai nhi, chiếm ít nhất 50% những ca mất thai sớm. Các lý do khác gồm bệnh tim mạch (như lở ngoài da), tiểu đường, và các vấn đề hormone, nhiễm trùng, các bất thường của tử cung. Tuổi người mẹ càng cao, và tiền sử mất thai trước đó là hai nguyên nhân hàng đầu gắn liền với nguy cơ cao về mất thai tự phát. Một sự mất thai tự phát cũng có thể do nguyên nhân chấn thương do tai nạn; gây chấn thương hay stress để dẫn tới sẩy thai được coi là sự phá thai có ý định hay feticide.

## Các phương pháp phá thai

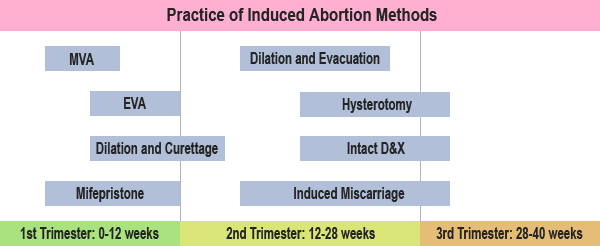
Độ tuổi sinh sản có thể quyết định phương pháp phá thai nào được lựa chọn.

### Y tế
"Phá thai y tế" là việc phá thai không phẫu thuật sử dụng các loại thuốc, được gọi là gây sẩy thai. Năm 2005, những vụ phá thai y tế chiếm 13% tổng số ca phá thai tại Hoa Kỳ; năm 2010 con số này tăng lên 17%. Toa thuốc kết hợp gồm methotrexate hay mifepristone, tiếp đó là prostaglandin (hoặc misoprostol hoặc gemeprost: misoprostol được dùng tại Hoa Kỳ; gemeprost được dùng tại Anh Quốc và Thụy Điển.) Khi được sử dụng trong vòng 49 ngày mang thai, xấp xỉ 92% phụ nữ trải qua quá trình phá thai y tế với một toa thuốc kết hợp mà không cần sự can thiệp phẫu thuật. Misoprostol có thể được sử dụng đơn, nhưng có tỷ lệ hiệu quả thấp hơn các toa kết hợp. Trong những trường hợp phá thai y tế không thành công, việc phá thai phẫu thuật có thể được lựa chọn để hoàn thành quá trình.

### Phẫu thuật

Một cuộc phá thai có chủ đích kiểu chân không ở tuần tuổi thai thứ tám (sáu tuần sau khi thụ tinh).
1: Túi màng ối
2: Phôi
3: Màng tử cung
4: Banh
5: Đầu hút chân không
6: Nối với một bơm hút

Trong 15 tuần đầu tiên, phá thai bằng hút chân không hay phá thai kiểu chân không là phương pháp phẫu thuật thường được sử dụng nhất. Các cuộc Phá thai chân không thực hiện bằng tay (MVA) gồm việc loại bỏ bào thai hay phôi, nhau và các màng bằng cách sử dụng một xi lanh hút y tế, trong khi phá thai chân không bằng điện (EVA) dùng một bơm điện. Các kỹ thuật này tương đương nhau, và chỉ khác biệt về cách thực thực hiện việc hút chân không, mức độ sớm của thai kỳ để có thể thực hiện thủ thuật, và mức độ giãn nở cổ tử cung cần thiết. MVA cũng được gọi là "hút mini " và "điều hòa kinh nguyệt", có thể được sử dụng rất sớm ở thai kỳ, và không đòi hỏi giãn nở cổ tử cung. Giãn nở và nạo thai (D&C), phương pháp phá thai phẫu thuật thường được áp dụng thứ hai, là thủ thuật về hệ sinh sản nữ tiêu chuẩn được thực hiện vì nhiều lý do, gồm cả việc kiểm tra màng tử cung tìm nguyên nhân có thể của u ác, kiểm tra chảy máu trong bất thường, và phá thai. Nạo thai dùng để chỉ việc nạo các vách của tử cung bằng một curette. Tổ chức Y tế Thế giới khuyến cáo sử dụng thủ thuật này, cũng gọi là sharp curettage, chỉ khi không thực hiện được MVA.
Từ tuần thai thứ 15 cho tới xấp xỉ tuần thứ 26, phải sử dụng các thủ thuật khác. Giãn nở và thụt rửa (D&E) gồm mở cổ tử cung và dùng các thiết bị phẫu thuật và hút để làm sạch. Gây co bóp dạ con sớm và gây đẻ sớm có thể được gây ra bằng prostaglandin; thủ thuật này có thể đi liền với việc tiêm amniotic lỏng với các dung dịch hypertonic chứa muối hay urea. Sau tuần thai thứ 16, việc phá thai cũng có thể được thực hiện bằng intact dilation and extraction (IDX) (cũng được gọi là giảm áp sọ trong tử cung), đòi hỏi việc giảm áp phẫu thuật với đầu thai nhi trước khi lấy ra. IDX thỉnh thoảng được gọi là "partial-birth abortion," thủ thuật này đã bị cấm khắp liên bang tại Hoa Kỳ.
Ở ba tháng cuối thai kỳ, việc phá thai có thể được thực hiện bằng thủ thuật IDX như được mô tả ở trên, việc gây co bóp dạ con, hay thủ thuật mở tử cung. Phá thai bằng thủ thuật mở tử cung là một quá trình tương tự như phương pháp rạch mổ caesar và được thực hiện với sự gây mê toàn thân. Nó đòi hỏi một vết rạch nhỏ hơn kiểu rạch mổ caesar và được áp dụng ở những giai đoạn cuối thai kỳ.
Các thủ thuật cho thai kỳ ở ba tháng đầu tiên nói chung có thể được thực hiện với việc gây mê cục bộ, trong khi các phương pháp ở ba tháng giữa thai kỳ đòi hỏi gây mê sâu hay gây mê toàn thân.

### Các phương pháp khác

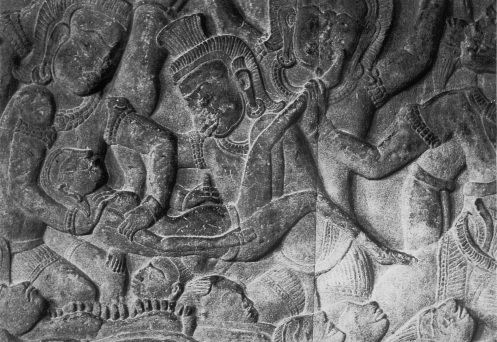
Phù điêu tại Angkor Wat, Campuchia, khoảng năm 1150, thể hiện một con quỷ đang gây sẩy thai bằng cách dùng chày nện vào bụng một phụ nữ đang mang thai.

Trong lịch sử, một số loại cây cỏ được cho là có cách tính năng gây sẩy thai đã được sử dụng trong y học dân gian: cúc ngải, bạc hà hăng, black cohosh, và cây silphium hiện đã tuyệt chủng (xem Lịch sử việc phá thai). Việc sử dụng cây cỏ theo cách nay gây ra nhiều hiệu ứng phụ nghiêm trọng – thậm chí gây chết người, như khiến nhiều cơ quan hoạt động bất thường, và nó không được các bác sĩ khuyên dùng.
Việc phá thai thỉnh thoảng cũng được thực hiện bằng cách gây chấn thương bụng. Mức độ lực, nếu mạnh, có thể gây nội thương nghiêm trọng nhưng cũng không chắc chắn dẫn tới sẩy thai. Cả phá thai cố ý và vô ý theo kiểu này đều có thể bị coi là hành động tội phạm ở nhiều quốc gia. Tại Đông Nam Á, có một truyền thống cũ cố gắng phá thai bằng cách massage mạnh vào bụng. Một trong những bức phù điêu trang trí đền Angkor Wat tại Campuchia thể hiện một con quỷ đang thực hiện phá thai như vậy với một phụ nữ bị tống xuống địa ngục.
Đã có báo cáo về nhiều cách thức không an toàn, tự phá thai gồm sử dụng sai misoprostol, và đưa những dụng cụ phi y tế như mũi kim và móc áo vào trong tử cung. Những biện pháp này hiếm khi thấy tại các quốc gia phát triển nơi việc phá thai y tế là hợp pháp và sẵn có.

## Biến chứng
Các nguy cơ với sức khỏe của việc phá thai tùy thuộc vào việc liệu quy trình được sử dụng có an toàn hay không. Tổ chức Y tế Thế giới định nghĩa phá thai không an toàn là việc phá thai được thực hiện bởi những cá nhân không có kỹ năng, với dụng cụ nguy hiểm, hay tại những cơ sở không vệ sinh.

### Phá thai an toàn
Phá thai, khi được thực hiện tại các quốc gia phát triển nơi việc phá thai là hợp pháp, nằm trong số những quy trình y tế an toàn nhất. Tại Hoa Kỳ, nguy cơ tử vong bà mẹ do phá thai là 0.567 trên 100,000 ca, khiến việc phá thai an toàn hơn xấp xỉ 14 lần so với sinh đẻ (7.06 trường hợp tử vong bà mẹ trên 100,000 ca sinh sống). Nguy cơ tử vong liên quan tới phá thai gia tăng với độ tuổi thai, nhưng vẫn thấp hơn tỷ lệ sinh đẻ ít nhất cho tới tuần tuổi thai thứ 21.
Hút chân không ở ba tháng thai kỳ đầu tiên là phương pháp phá thai phẫu thuật an toàn nhất, và có thể được thực hiện trong một cơ sở chăm sóc ban đầu, phòng phá thai, hay bệnh viện. Biến chứng hiếm khi xảy ra và có thể gồm cả đâm xuyên tử cung, nhiễm trùng xương chậu, và những sản phẩm phụ còn lại của quá trình mang thai đòi hòi một lần xử lý thứ hai nữa để điều trị. Các biện pháp kháng sinh ngăn ngừa (như doxycycline hay metronidazole) thường được thực hiện trước khi phá thai có lựa chọn, bởi chúng hạn chế rất nhiều nguy cơ nhiễm trùng tử cung sau phẫu thuật. Những biến chứng từ việc phá thai ở ba tháng thai kỳ thứ hai tương tự những biến chứng với phá thai ở ba tháng đầu, và phụ thuộc vào phương pháp được lựa chọn. Một tổng kết năm 2008 của Cochrane Library cho thấy dilation and evacuation an toàn hơn những biện pháp khác cho việc phá thai ở ba tháng thứ hai.
Phá thai y tế với mifepristone và misoprostol có hiệu quả tới 49 ngày tuổi thai. Nó đã được dùng cho những phụ nữ mang thái tới 63 ngày tuổi, tuy nhiên có sự gia tăng nguy cơ không thành công (đòi hỏi phá thai y tế). Phá thai y tế thường được coi là an toàn như phá thai phẫu thuật trong ba tháng đầu, nhưng gây đau đớn hơn và có tỷ lệ thành công thấp hơn (đòi hỏi phá thai phẫu thuật). Tổng thể, nguy cơ nhiễm trùng tử cung với phá thai y tế thấp hơn phá thai phẫu thuật, dù trong năm 2005 bốn người đã chết sau phá thai ý tế được báo cáo là do nhiễm trùng Clostridium sordellii. Vì thế, một số cơ sở thực hiện phá thai đã bắt đầu sử dụng các biện pháp kháng sinh ngăn chặn trước khi thực hiện phá thai y tế.

### Phá thai không an toàn
Trái lại, phá thai không an toàn là một nguyên nhân chính gây thương tật và tử vong với phụ nữ trên toàn thế giới. Dù dữ liệu không chính xác, ước tính xấp xỉ 20 triệu vụ phá thai không an toàn được thực hiện mỗi năm, với 97% trong số đó diễn ra tại các quốc gia đang phát triển. Phá thai không an toàn được cho là dẫn tới cái chết của 68,000 người và khiến hàng triệu người khác bị thương tật hàng năm. Vị thế pháp lý của việc phá thai được cho là đóng một vai trò chính trong số lượng các vụ phá thai không an toàn. Ví dụ, việc hợp pháp hóa việc phá thai năm 1996 ở Nam Phi lập tức có hiệu quả tích cực trên sự giảm sút số vụ biến chứng liên quan tới phá thai, với số ca tử vong liên quan tới phá thai giảm hơn 90%. Các nhóm như Tổ chức Y tế Thế giới đã ủng hộ một cách tiếp cận sức khỏe cộng đồng để giải quyết việc phá thai không an toàn, nhấn mạnh tới vị thế pháp lý của việc phá thai, việc huấn luyện nhân viên y tế, và đảm bảo tiếp cận các dịch vụ sức khỏe sinh sản.

### Ung thư vú
Dù một số nghiên cứu đã đưa ra một sự liên quan giữa phá thai và bệnh ung thư vú, bằng chứng tốt nhất có được ở thời điểm hiện tại không ủng hộ một mối liên quan như vậy. Các cơ quan y tế lớn, gồm cả Tổ chức Y tế thế giới, Viện Ung thư Quốc gia Hoa Kỳ, the American Cancer Society, và Trường Cao đẳng Sản khoa và Phụ khoa Hoàng gia, đã kết luận dựa trên các cơ sở bằng chứng hiện có rằng phá thai không gây ra ung thư vú. Hiện tại, ý tưởng cho rằng có một mối liên kết giữa phá thai có chủ đích và ung thư vú chủ yếu được ủng hộ bởi các nhóm pro-life.

### Sức khỏe tinh thần
Không cuộc nghiên cứu khoa học nào từng chứng minh phá thai là một nguyên nhân ảnh hưởng tới sức khỏe tâm thần của dân chúng. Tuy nhiên có các nhóm phụ nữ có thể có nguy cơ cao hơn khi đối mặt với các vấn đề và sự buồn bã sau khi phá thai. Một số yếu tố trong cuộc sống của người phụ nữ, như sự gắn bó tình cảm với việc mang thai, thiếu hỗ trợ từ xã hội, tình trạng ốm yếu tin thần có sẵn, và những quan điểm bảo thủ về việc phá thai làm gia tăng khả năng có những trải nghiệm tiêu cực sau khi phá thai. Hiệp hội Tâm lý Hoa Kỳ (APA) đã kết luận việc phá thai trong ba tháng đầu không dẫn tới sự gia tăng các vấn đề về sức khỏe tinh thần, và nghiên cứu thêm khác đã kết luận rằng các cuộc phá thai muộn hơn cũng không có khác biệt.
Một số hiệu ứng tiêu cực về tâm thần gắn với việc phá thai đã được một số người ủng hộ pro-life coi là một điều kiện riêng biệt được gọi là "hội chứng sau phá thai". Tuy nhiên, sự tồn tại của "hội chứng sau phá thai" không được ghi nhận bởi bất cứ tổ chức tâm lý hay y tế nào.

## Mức độ
HIện có hai biện pháp thường được sử dụng để tính toán mức độ của việc phá thai:
- Tỷ suất phá thai – số lượng các vụ phá thai trên 1000 phụ nữ trong khoảng 15 tới 44 tuổi
- Tỷ lệ phá thai – số lượng các vụ phá thai trên 100 phụ nữ mang thai (không tính tới sẩy thai và chết non)

Số lượng các vụ phá thai được thực hiện trên thế giới đã giảm bớt trong giai đoạn từ 1995 tới 2003 từ 45.6 triệu xuống còn 41.6 triệu, đồng nghĩa với một sự suy giảm tỷ suất phá thai từ 35 xuống 29 trên 1000 phụ nữ. Sự sụt giảm lớn nhất diễn ra tại các nước phát triển với con số giảm từ 39 xuống 26 trên 1000 phụ nữ so với tại các nước đang phát triển, với sự sụt giảm từ 34 xuống 29 trên 1000 phụ nữ. Trong tổng số 42 triệu ca phá thai 22 triệu ca diễn ra an toàn và 20 triệu không an toàn.
Tính trung bình, tần suất diễn ra phá thai tại các nước phát triển (nơi phá thai thường bị hạn chế) và tại các nước đang phát triển (nơi phá thai thường ít bị hạn chế hơn) tương đương nhau. Các tỷ lệ phá thai rất khó biết tại những nơi việc phá thai là bất hợp pháp, và các nhóm pro-life đã chỉ trích các nhà nghiên cứu về cái gọi là nhảy xổ tới kết luận về các con số đó. Theo Viện Guttmacher và Quỹ Dân số Liên hiệp quốc, tỷ lệ phá thai tại các quốc gia đang phát triển phần lớn liên quan tới sự thiếu khả năng tiếp cận các biện pháp tránh thai hiện đại; giả thiết không có sự thay đổi về luật phá thai, việc tiếp cận các biện pháp tránh thai sẽ làm giảm 25 triệu vụ phá thai hàng năm, gồm cả hầu hết 15 vụ phá thai không an toàn.
Mức độ các vụ phá thai có chủ đích khác biệt theo từng vùng. Một số quốc gia, như Bỉ (11.2 trong 100 ca mang thai được biết) và Hà Lan (10.6 trên 100), có tỷ lệ phá thai có chủ đích khá thấp. Những nước khác như Nga (62.6 trên 100), Romania (63 trên 100) và Việt Nam (43.7 trên 100) có tỷ lệ cao (dữ liệu cho ba nước sau này không hoàn toàn đầy đủ). Tỷ lệ ước tính của thế giới là 26%, tỷ suất thế giới là - 35 trên 1000 phụ nữ.

### Theo độ tuổi sinh sản và phương pháp
Các tỷ lệ phá thai cũng khác biệt tùy thuộc vào giai đoạn thai kỳ và phương pháp được sử dụng. Năm 2003, dữ liệu từ các báo cáo của CDC cho thấy tổng thể 26% vụ phá thai được biết đã được thực hiện ở <6 tuần tuổi, 18% ở 7 tuần tuổi, 15% ở 8 tuần tuổi, 4.1% ở 16 tới 20 tuần tuổi và 1.4% ở >21 tuần. 90.9% trong số đó được coi là đã được thực hiện bằng "nạo thai" (hút thai, giãn và nạo, giãn và thụt), 7.7% bằng các biện pháp "y tế" (mifepristone), 0.4% bằng "truyền trong tử cung" (muối hay prostaglandin), và 1.0% bằng "biện pháp khác" (gồm cả mở tử cung và cắt bỏ tử cung). Theo CDC, vì những khó khăn trong việc thu thập dữ liệu, dữ liệu phải được coi là không chính xác và một số vụ tử vong bào thai được báo cáo ngoài 20 tuần có thể là những cái chết tự nhiên do sai lầm được xếp hạng là phá thai nếu việc loại bỏ thai nhi được thực hiện bằng cùng quá trình như việc phá thai có chủ đích. Viện Guttmacher ước tính có 2,200 ca intact dilation and extraction tại Hoa Kỳ năm 2000; con số này chiếm 0.17% tổng số ca phá thai được thực hiện năm đó. 
Tương tự, tại Anh và xứ Wales năm 2006, 89% những ca chấm dứt thai kỳ diễn ra dưới 12 tuần tuổi, 9% từ 13 đến 19 tuần, và 1.5% ở hơn 20 tuần. 64% trong số đó được thực hiện bằng cách hút thai,6% bằng D&E, và 30% bằng các biện pháp y tế. Năm 2009 tại Scotland, 62.1% tổng số ca chấm dứt thai kỳ được thực hiện ở dưới 9 tuần, với thủ thuật y tế chiếm gần 70%.
Những ca phá thai muộn thường diễn ra ở Trung Quốc, Ấn Độ và các quốc gia đang phát triển khác hơn so với tại các nước phát triển.

### Các yếu tố cá nhân và xã hội

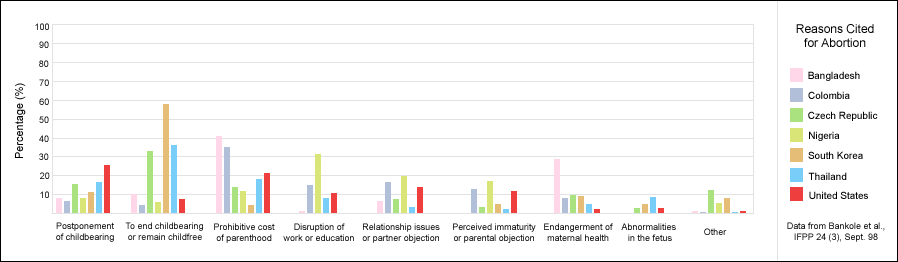
Một biểu đồ thanh thể hiện dữ liệu được lựa chọn từ cuộc nghiên cứu trên diện rộng năm 1998 của Viện Alan Guttmacher về những lý do phụ nữ thực hiện phá thai.

Một cuộc nghiên cứu năm 1998 từ 27 quốc gia về lý do để phụ nữ chấm dứt thai kỳ đã kết luận rằng lý do thường thất nhất được phụ nữ đưa ra khi phá thai là để trì hoãn việc có thêm con tới một thời điểm thích hợp hơn hay để tập trung nguồn lực và sức lực cho những đứa con đã có sẵn. Các lý do thường thấy nhất được báo cáo là những yếu tố kinh tế xã hội như không thể nuôi thêm một đứa trẻ hoặc về khía cạnh chi phí trực tiếp cho việc nuôi dưỡng một đứa trẻ hay việc mất thu nhập khi chăm sóc cho một đứa trẻ, thiếu hỗ trợ từ người cha, không có khả năng nuôi thêm con nữa, muốn có đủ khả năng cho những đứa trẻ sẵn có đến trường, ngắt quãng việc học hành, các vấn đề quan hệ với một người chồng hay bạn tình, nhận thức rằng mình quá trẻ, và thất nghiệp. Một cuộc nghiên cứu năm 2004 với các phụ nữ Hoa Kỳ tại các cơ sở y tế với những câu hỏi tương tự cũng cho câu trả lời tương tự. Một cuộc điều tra năm 1998 phát hiện nguy cơ với sức khỏe bà mẹ được chỉ ra là lý do chính bởi 5-10% tại 7 quốc gia và bởi 20-38% ở 3 quốc gia (Kenya, Bangladesh và Ấn Độ). Một báo cáo năm 1997 của Hoa Kỳ chỉ ra sức khỏe bà mẹ là "lý do quan trọng nhất" cho quyết định của 3% phụ nữ và 3% khác chỉ ra lo ngại về việc thai nhi có vấn đề về sức khỏe. Trong một cuộc điều tra năm 2004 tại Hoa Kỳ, 1% phụ nữ thực hiện phá thai bởi việc thai nghén là hậu quả của một vụ cưỡng hiếp và 0.5% là hậu quả của sự loạn luân. Một cuộc điều tra khác của Mỹ năm 2002 đã kết luận rằng 54% phụ nữ đã phá thai có sử dụng một biện phái tránh thai ở thời điểm bắt đầu có thai trong khi 46% không thực hiện điều này. Việc sử dụng không đúng cách được thông báo ở 49% số người dùng bao cao su và 76% người dùng viên tránh thai uống kết hợp; 42% số người sử dụng bao cao su thông báo việc sử dụng không đúng do trượt hay thủng bao. Viện Guttmacher ước tính "hầu hết các vụ phá thai tại Hoa Kỳ được thực hiện bởi phụ nữ thuộc các sắc tộc thiểu số" bởi họ "có tỷ lệ mang thai ngoài ý muốn cao hơn."
Một số ca phá thai được thực hiện từ sức ép xã hội. Chúng có thể bao gồm việc phân biệt với người tàn tật, ưa thích trẻ em thuộc một giới tính nào đó, không ủng hộ việc trở thành bà mẹ đơn thân, không đủ sự hỗ trợ kinh tế cho gia đình, thiếu tiếp cận hay từ chối các biện pháp tránh thai, hay những nỗ lực nhằm kiểm soát dân số (như chính sách một con của Trung Quốc). Các yếu tố này thỉnh thoảng có thể dẫn tới việc bắt buộc phá thai hay phá thai để lựa chọn giới tính.

### Phá thai không an toàn

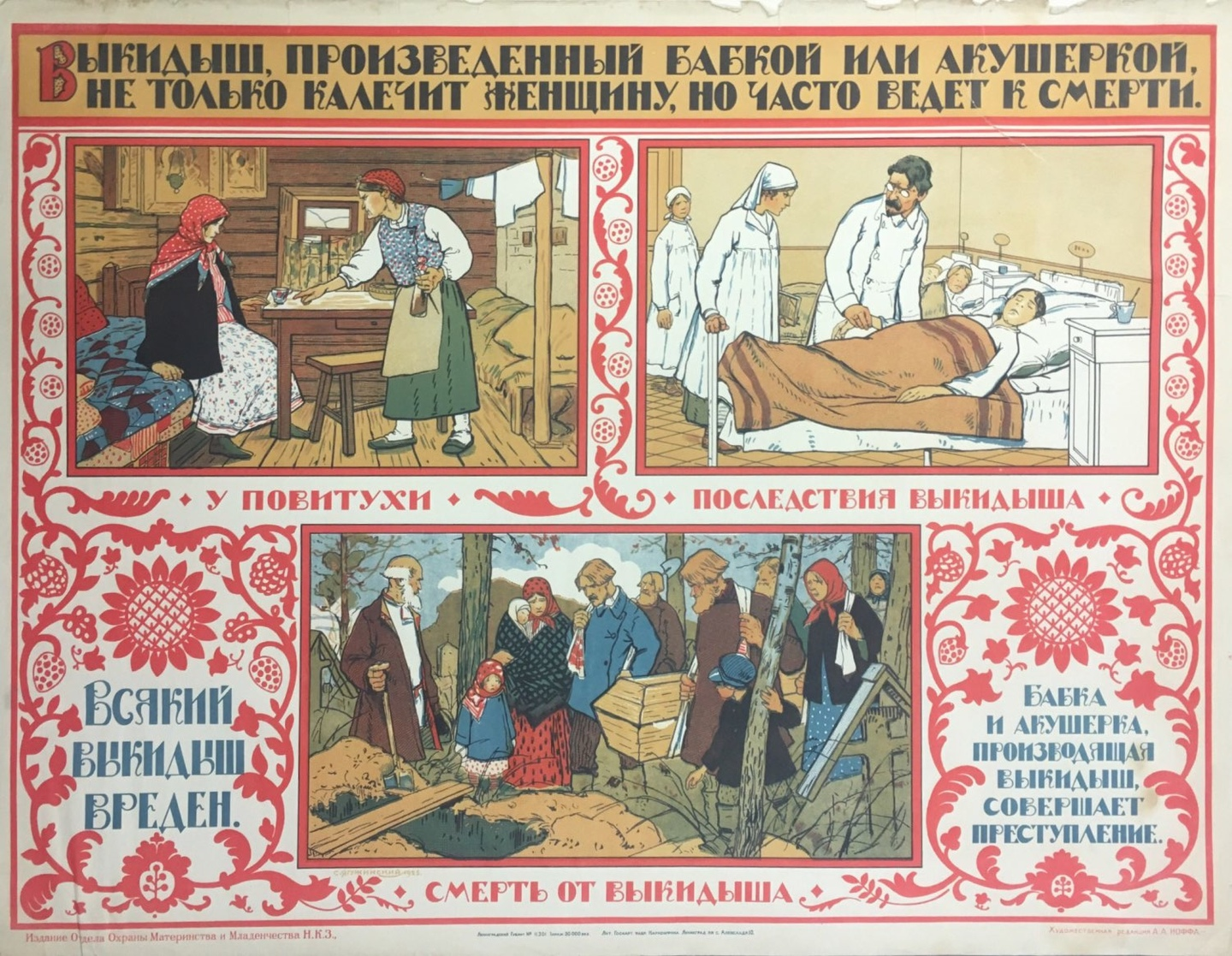
Poster Xô viết khoảng năm 1925, cảnh báo việc các bà mụ thực hiện phá thai. Dòng chữ viết: "Phá thai do những bà mụ dù đã được huấn luyện hay tự học không chỉ gây thương tật cho phụ nữ, nó còn có thể gây chết người."

Những phụ nữ tìm cách chấm dứt thai kỳ thỉnh thoảng phải viện đến các biện pháp không an toàn, đặc biệt khi việc tiếp cận phá thai an toàn bị giới hạn. Khoảng một trên tám ca tử vong liên quan tới thai nghén trên thế giới liên quan tới việc phá thai không an toàn.
Tổ chức Y tế Thế giới (WHO) định nghĩa phá thai không an toàn là "một quá trình … được thực hiện bởi những người thiếu các kỹ năng cần thiết hay trong một mô trường không đáp ứng các tiêu chuẩn y tế tối thiểu, hay cả hai." Chúng có thể được thực hiện bởi chính người phụ nữ, bởi một người khác không có kinh nghiệm y khoa, hay bởi một cơ sở y tế hoạt động trong các điều kiện dưới chuẩn. Phá thai không an toàn vẫn là một mối lo ngại cho sức khỏe cộng đồng bởi phạm vi tác động lớn và tính chất nghiêm trọng của các biến chứng liên quan tới nó, như sót thai, nhiễm trùng, xuất huyết, và gây tổn thương các cơ quan nội tạng.
Tính chất pháp lý của việc phá thai vẫn là yếu tố quyết định chính tới mức độ an toàn của nó. Các điều luật hạn chế phá thai gắn liền với tỷ lệ phá thai không an toàn cao. Ngoài ra, sự thiếu tiếp cận tới các biện pháp tránh thai an toàn và hiệu quả cũng dẫn tới con số phá thai không an toàn cao. Có ước tính cho thấy mức độ các vụ phá thai không an toàn có thể giảm tới 73% mà không cần sự thay đổi nào về luật pháp liên quan tới phá thai nếu các dịch vụ kế hoạch hóa gia đình và chăm sóc sức khỏe bà mẹ hiện đại được tiếp cận trên toàn cầu.
40% phụ nữ trên thế giới có khả năng tiếp cận các dịch vụ phá thai có lựa chọn và y tế thuộc trong các giới hạn tuổi thai. Trong khi tử vong bà mẹ hiếm khi là kết quả của việc phá thai an toàn, các vụ phá thai không an toàn dẫn tới 70,000 ca tử vong và 5 triệu ca thương tật mỗi năm. Các biến chứng từ phá thai không an toàn chiếm xấp xỉ 12% con số tử vong bà mẹ tại châu Á, 25% tại Mỹ Latinh và 13% tại châu Phi hạ Sahara. Vô sinh thứ cấp do phá thai không an toàn ảnh hưởng tới ước tính 24 triệu phụ nữ. Dù tỷ lệ phá thai trên thế giới đã giảm từ 45.6 triệu năm 1995 xuống 41.6 triệu năm 2003, các vụ phá thai không an toàn vẫn chiếm tới 48% tất cả các ca được thực hiện năm 2003.
Giáo dục sức khỏe, sự tiếp cận các dịch vụ kế hoạch hóa gia đình, và những cải tiến trong chăm sóc sức khỏe trong và sau khi phá thai đã được đề xuất để giải quyết tình trạng này.

## Lịch sử

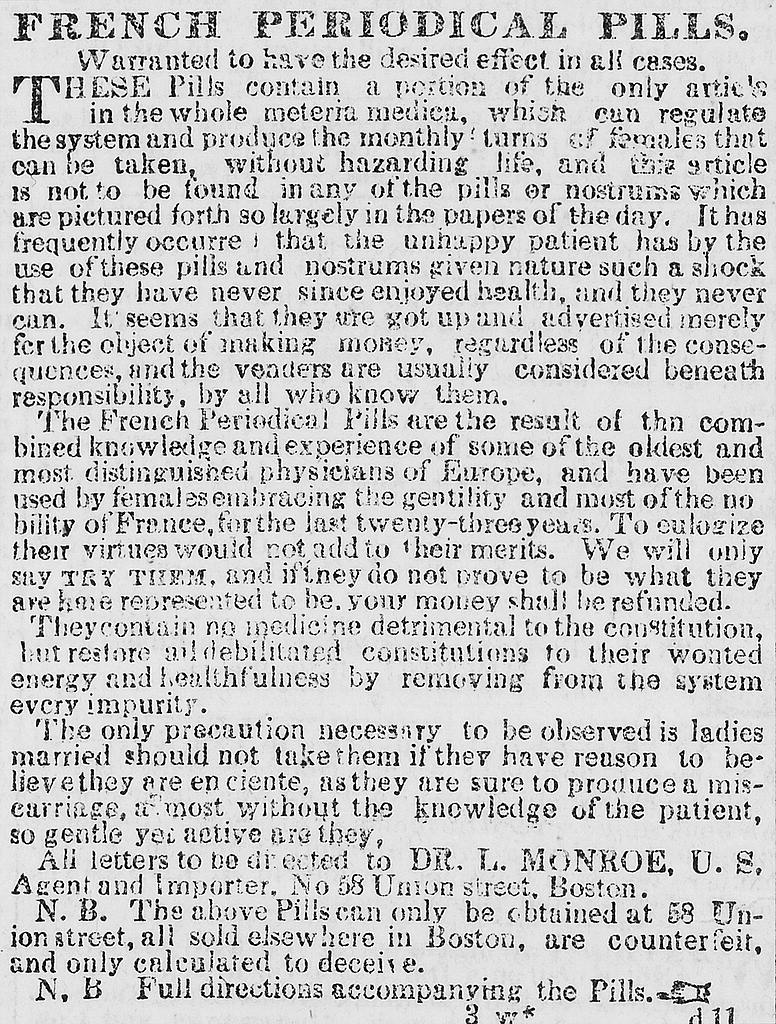
"Thuốc tránh thai theo chu kỳ Pháp." Một ví dụ về quảng cáo giấu giếm được xuất bản trong một ấn bản năm 1845 của tờ Boston Daily Times.

Phá thai có chủ đích đã có một lịch sử lâu dài, và có thể truy ngược từ các nền văn minh như Trung Quốc ở thời Thần Nông (khoảng năm 2700 TCN), Ai Cập cổ đại với Ebers Papyrus (khoảng năm 1550 TCN), và Đế chế La Mã thời Juvenal (khoảng năm 200 TCN). Có bằng chứng cho thấy những phụ nữ mang thai từng được chấm dứt thai kỳ bằng một số biện pháp, gồm cả việc sử dụng các loại cây cỏ có tính năng gây sẩy thai, sử dụng các vật dụng sắc nhọn, tác động lực lên bụng, và các kỹ thuật khác.
Một số học giả trong lĩnh vực y khoa và những người phản đối phá thai đã cho rằng Lời nguyền của Hippocrat cấm các bác sĩ thời Ai Cập cổ đại thực hiện các vụ phá thai. Tuy nhiên, các học giả hiện đại khác không đồng ý với cách giải thích này, và các văn bản y khoa trong Tuyển tập Hippocrat có chứa những miêu tả về các kỹ thuật phá thai và lưu ý về những nguy cơ chúng có thể gây ra với sức khỏe người phụ nữ. Trong Thiên chúa giáo, Pope Sixtus V (1585–90) được biết đến là Giáo hoàng đầu tiên tuyên bố rằng phá thai là hành động giết người không kể đến thời điểm thai kỳ; Nhà thờ trước đó đã bị chia rẽ về việc liệu hành động phá thai có phải là giết người không, và không kiên quyết cấm phá thai cho đến những năm 1800. Truyền thống Hồi giáo luôn cho phép phá thai cho tới một thời điểm khi các tín đồ Hồi giáo tin là linh hồn đã nhập vào trong phôi thai, được nhiều nhà thần học coi là vào lúc thụ thai, 40 ngày sau khi thụ thai, 120 ngày sau khi thụ thai, hay ở thời điểm thai bắt đầu phát triển nhanh. Tuy nhiên, phá thai bị giới hạn chặt hay bị cấm tại những vùng có mức độ tín đạo Hồi giáo cao như Trung Đông và Bắc Phi.
Tại châu Âu và Bắc Mỹ, các kỹ thuật phá thai tiên tiến đã xuất hiện ở những năm 1600. Tuy nhiên, chủ nghĩa bảo thủ với hầu hết những bác sĩ liên quan tới các vấn đề tình dục khiến đã cản trở việc mở rộng của các kỹ thuật phá thai an toàn. Ngoài ra có một số nhân viên y tế hay một số bác sĩ quảng cáo về dịch vụ của mình nhưng mãi tới giữa những năm 1800 họ mới bị quản lý khi việc thực hiện thủ thuật này bị cấm cả ở Hoa Kỳ và Vương Quốc Anh, và các nước khác. Các nhóm nhà thờ cũng như các bác sĩ bị ảnh hưởng lớn bởi các phong trào chống phá thai. Liên bang Xô viết (1919), Iceland (1935) và Thụy Điển (1938) nằm trong số các quốc gia đầu tiên hợp pháp hóa một số hay toàn bộ các hình thức phá thai. Năm 1935 tại nước Đức Phát xít, một điều luật được thông qua cho phép các vụ phá thai của những người bị coi là "mắc bệnh di truyền", trong khi phụ nữ bị coi thuộc dòng giống Đức đặc biệt bị cấm việc phá thai.
Tuy nhiên, việc thực hiện phá thai vẫn khá hiếm cho tới cuối thập niên 1960. Cuối thập niên 1960 và đầu thập niên 1970, vì sự xuất hiện của nhiều yếu tố, số lượng các vụ phá thai tăng lên trên khắp thế giới. Ở Tây Đức, số lượng các vụ phá thai được báo cáo tăng từ 2,800 năm 1968 lên 87,702 năm 1980. Tại Hoa Kỳ, một số nguồn còn cho thấy một sự gia tăng mạnh mẽ hơn, từ 4,600 năm 1968 lên 1.5 triệu năm 1980. Tuy nhiên, thực tế rằng phá thai vẫn là bất hợp pháp ở nhiều bang trước quyết định lịch sử năm 1973 của Roe v. Wade có thể ảnh hưởng tới số lượng những vụ phá thai được báo cáo trước năm 1973.

## Xã hội và văn hóa

### Tranh cãi về phá thai
Trong lịch sử, phá thai có chủ đích đã là một chủ đề gây tranh luận, cãi có và tuyên truyền lớn. Một quan điểm cá nhân trong các vấn đề chủng tộc, đạo đức, triết học, sinh học và pháp lý phức tạp thường liên quan tới hệ thống giá trị của người đó. Các quan điểm chính là một bên ủng hộ tiếp cận dịch vụ phá thai và bên kia chống lại việc đó. Các ý kiến về phá thai có thể miêu tả như là một sự tổng hợp các đức tin về tính đạo đức, tính trách nhiệm, phạm vi chủng tộc và phạm vi quyền lực của chính phủ trong chính sách công. Đạo đức tôn giáo cũng có ảnh hưởng trên cả ý kiến cá nhân và cuộc tranh luận lớn h ơn về phá thai (xem tôn giáo và phá thai).
Các cuộc tranh luận về phá thai, đặc biệt gắn liền với các điều luật về phá thai, thường là điểm mấu chốt của các nhóm ủng hộ một trong hai quan điểm đó. Tại Hoa Kỳ, những người ủng hộ một sự hạn chế pháp lý lớn hơn, hay thậm chí là cấm hoàn toàn việc phá thai, thường coi mình là những người Ủng hộ sự Sống trong khi những người phản đối việc hạn chế pháp lý với việc phá thai miêu tả họ là những người Ủng hộ Lựa chọn. Nói chung, bên phản đối cho rằng phôi thai là một con người với một quyền được sống thực hiện phá thai cũng như hành động giết người. Bên ủng hộ cho rằng phụ nữ có một số quyền sinh sản, đặc biệt là quyền lựa chọn có hay không hoàn thành một thai kỳ.
Cả trong tranh luận công khai và không công khai, các lý lẽ được đưa ra ủng hộ hay phản đối việc thực hiện phá thai tập trung vào việc có cho phép, về mặt đạo đức, thực hiện một ca phá thai có chủ đích không, hay sự biện minh cho các luật pháp cho phép hay hạn chế việc phá thai.
Tranh luận cũng tập trung vào việc liệu phụ nữ có thai có phải thông báo và/hay có sự ưng thuận của những người khác trong những trường hợp riêng biệt: với một người vị thành niên, cha mẹ cô bé; với một người vợ đã lấy chồng hợp pháp hay theo thế tục, người chồng; hay, với bất kỳ trường hợp nào, người cha sinh học. Trong một cuộc điều tra năm 2003 của Gallup ở Hoa Kỳ, 79% nam giới và 67% phụ nữ tham gia ủng hộ việc luật hóa việc thông báo cho người bạn đời; tổng số ủng hộ là 72% và 26% phản đối.

### Luật phá thai
Bản mẫu:AbortionLawsMap
Những luật thế tục sớm nhất về phá thai phản ánh một mối lo ngại về tầng lớp và sự duy trì tính tinh khiết của đẳng cấp và sự gìn giữ đặc quyền của nam giới. Phá thai như vậy không bị đặt ra ngoài vòng pháp luật, nhưng những người vợ thực hiện phá thai mà không có sự cho phép của người chồng bị trừng trị nghiêm khắc, và những người nô lệ thực hiện phá thai cho các phụ nữ tầng lớp trên cũng bị trừng phạt như vậy. Nói chung, việc phá thai trước giai đoạn phôi thai phát triển nhanh bị coi là tội nhỏ.
Các triết lý mới của thời Axial Age (năm 800 đến 200 TCN), bắt đầu thảo luận bản chất và giá trị của sự sống con người theo những thuật ngữ trừu tượng, ít có dấu ấn trên những luật lệ sẵn có về phá thai. Thậm chí các tòa án giáo sĩ thời Trung Cổ áp dụng việc sám hối chứ không sử dụng hình phạt về thân thể cho việc phá thai, và giữ lại sự phân biệt trước và sau thời kỳ phôi thai phát triển nhanh của các triết lý cổ đại.
Với ngoại lệ duy nhất là các bình luận của Bracton, về luật thế tục Anh tạo nên quy tắc sinh sống, loại trừ thuốc phá thai khỏi luật giết người, sử dụng ngôn ngữ có từ thời Leges Henrici Primi.
Ở thế kỷ 18, có tuyên bố rằng hiểu biết của khoa học về sự phát triển của con người bắt đầu từ khi thụ tinh bào chữa cho các điều luật chặt chẽ hơn về phá thai. Đây là một phần của cuộc đấu tranh lớn hơn về nghề y để phân biệt y khoa dựa trên khoa học với y khoa "truyền thống", gồm cả thuật đỡ đẻ và dược thảo.
Cả những ca phá thai trước và sau thời kì phôi thai phát triển nhanh đều bị coi là tội phạm theo Lord Ellenborough's Act năm 1803. Năm 1861, Nghị viện Vương quốc Anh thông qua Offences against the Person Act 1861, tiếp tục đặt ra ngoài vòng pháp luật hành động phá thai và đây được dùng làm hình mẫu cho những điều luật cấm tương tự ở một số nước khác.
Liên bang Xô viết, với điều luật năm 1920, và Iceland, với điều luật năm 1935, là hai quốc gia đầu tiên trông số những nước nói chung cho phép phá thai. Nửa sau thế kỷ 20 chứng kiến việc tự do hóa các điều luật phá thai tại các quốc gia khác. Luật Phá thai 1967 cho phép phá thai vì một số lý do hạn chế tại Vương quốc Anh (ngoại trừ Bắc Ireland). Trong vụ kiện năm 1973, Roe v. Wade, Tòa án Tối cao Hoa Kỳ hủy bỏ các điều luật bang về cấm phá thai, phán quyết rằng những điều luật đó vi phạm việc áp dụng quyền riêng tư trong Hiến pháp Mỹ. Tương tự, Tòa án Tối cao Canada, trong vụ việc R. v. Morgentaler, loại bỏ luật hình sự của mình về phá thai năm 1988, sau khi phán quyết rằng những sự hạn chế đó vi phạm an ninh cá nhân được đảm bảo cho phụ nữ theo Hiến chương về Quyền và Tự do Canada. Sau đó Canada đã loại bỏ các quy định của các tỉnh về phá thai trong vụ R. v. Morgentaler (1993). Trái lại, phá thai tại Cộng hòa Ireland bị ảnh hưởng bởi sự bổ sung một bổ sung vào Hiến pháp năm 1983 theo một cuộc trưng cầu dân ý, công nhận "quyền sống của thai nhi chưa ra đời".
Luật pháp về việc phá thai hiện tại khá khác biệt. Tôn giáo, đạo đức, và các tình cảm văn hóa tiếp tục ảnh hưởng tới các điều luật về phá thai trên khắp thế giới. Quyền sống, quyền tự do, quyền an ninh cá nhân, và quyền sức khỏe sinh sản là các vấn đề chính của nhân quyền và thỉnh thoảng được dùng như những lý lẽ bào chữa cho sự tồn tại hay không tồn tại của các điều luật kiểm soát việc phá thai. Nhiều quốc gia tại đó việc phá thai là hợp pháp yêu cầu đạt một số tiêu chí để có thể thực hiện một ca phá thai, thường, nhưng không phải luôn luôn, sử dụng một hệ thống dựa trên ba tháng thai kỳ để kiểm soát vấn đề pháp lý:
- Tại Hoa Kỳ, một số bang áp dụng thời gian chờ 24 tiếng trước khi thực hiện thủ thuật, buộc phải cung cấp trước thông tin về sự phát triển phôi thai, hay yêu cầu rằng phụ huynh phải được liên hệ nếu người con vị thành niên của họ yêu cầu thực hiện phá thai.[105]
- Tại Vương quốc Anh, cũng như ở một số quốc gia khác, trước tiên hai bác sĩ phải xác nhận rằng việc phá thai là cần thiết về mặt y tế hay xã hội trước khi thủ thuật được thực hiện.[cần dẫn nguồn]

Ở các quốc gia khác, nơi mà việc phá thai thường là bất hợp pháp, một người sẽ được thực hiện phá thai trong trường hợp bị cưỡng hiếp, loạn luân, hay quá trình thai nghén gây nguy hiểm cho sức khỏe hay tính mạng của người mẹ.
- Một số ít quốc gia cấm hoàn toàn việc phá thai: Chile, El Salvador, Malta, và Nicaragua. Tại Nicaragua, sự gia tăng con số tử vong bà mẹ trực tiếp và gián tiếp liên quan tới thai kỳ đã được chú ý.[106][107] Tuy nhiên, năm 2006, Chính phủ Chile bắt đầu phân phối tự do tránh thai khẩn cấp.[108][109]
- Tại Bangladesh, phá thai là bất hợp pháp, nhưng chính phủ từ lâu đã hỗ trợ một mạng lưới "viện điều hòa kinh nguyệt", nơi hút kinh nguyệt (hút chân không bằng tay) có thể được thực hiện như vệ sinh kinh nguyệt.[110]

Tại những nơi việc phá thai là bất hợp pháp hay nơi có quan điểm xã hội nặng nề, phụ nữ có thai có thể tham gia vào các tour du lịch y tế và đi tới những nước nơi họ có thể chấm dứt thai kỳ. Phụ nữ không có phương tiện để đi du lịch có thể nhờ tới những người thực hiện phá thai bất hợp pháp hay phải tự thực hiện việc này.

Tại Hoa Kỳ, khoảng 8% các ca phá thai được thực hiện cho những phụ nữ tới từ quốc gia khác. Tuy nhiên, điều này một phần có nguyên nhân từ những giới hạn khác nhau về việc phá thai liên quan tới tuổi thai hay sự khan hiếm bác sĩ được đào tạo và ý muốn thực hiện phá thai muộn. Hàng năm, hàng nghìn phụ nữ từ Bắc Ireland, Cộng hòa Ireland, Ba Lan và các quốc gia khác nơi việc phá thai có chủ đích là bất hợp pháp đi du lịch tới Anh hay các quốc gia khác ít có sự hạn chế pháp luật hơn, để thực hiện phá thai.
Tại Hoa Kỳ và một số địa phương ở Canada, sẽ là bất hợp pháp nếu ngăn cản quyền tiếp cận địa điểm y tế nơi có thực hiện phá thai. "Các vùng đệm," quản lý những người phản đối tiếp cận với cơ sở y tế hay người bệnh, có thể được đặt ra.
Việc bắt buộc thông báo cho bạn đời đã bị Tòa án Tối cao Hoa Kỳ phán quyết là vi hiến trong vụ Planned Parenthood v. Casey.
Các vấn đề khác trong luật pháp về phá thai có thể bao gồm yêu cầu trẻ vị thành niên có sự đồng ý của một hay cả cha lẫn mẹ về việc phá thai, yêu cầu rằng một phụ nữ phải có sự đồng ý của chồng với việc phá thai và câu hỏi về việc người cha của phôi thai có thể ngăn cản một ca phá thai, yêu cầu rằng cơ sở cung cấp dịch vụ phá thai thông báo cho người bệnh về những nguy cơ có thể có của thủ thuật và các luật lệ về sinh đẻ trái luật.

### Lựa chọn giới tính
Siêu âm và chọc ối cho phép cha mẹ xác định giới tính thai nhi trước khi sinh. Sự phát triển của kỹ thuật này đã dẫn tới phá thai lựa chọn giới tính, hay việc loại bỏ thai nhi dựa trên giới tính. Thông thường nhất việc loại bỏ thai nhi thường bởi đó là một thai nhi gái.
Có quan điểm cho rằng phá thai dựa trên giới tính một phần dẫn tới tình trạng chênh lệch khá lớn về tỷ lệ sinh trẻ trai và trẻ gái ở một số nơi. Nhiều vùng ở châu Á thường thích con trai hơn con gái, và đã có báo cáo về việc sử dụng biện pháp phá thai để hạn chế sinh con gái ở Trung Quốc, Đài Loan, Hàn Quốc và Ấn Độ.
Ở Ấn Độ, vai trò kinh tế của đàn ông, các chi phí liên quan tới của hồi môn, và một truyền thống thường gặp ở Ấn Độ cho rằng các nghi lễ trong đám tang phải được thực hiện bởi một người nam giới họ hàng đã dẫn tới sự ưa chuộng văn hóa với con trai. Sự phổ biến của các biện pháp chẩn đoán, trong thập niên 1970 và '80, đã dẫn tới những dịch vụ quảng cáo, "Đầu tư 500 rupee [cho một chẩn đoán giới tính] bây giờ, tiết kiệm 50,000 rupee [cho một khoản hồi môn] về sau." Năm 1991, tỷ lệ giới tính nam/nữ ở Ấn Độ từ mức sinh học thông thường 105 trên 100, lên tới mức trung bình 108 trên 100. Các nhà nghiên cứu đã cho rằng trong giai đoạn 1985 và 2005 tới 10 triệu thai nhi nữ đã bị phá thai có lựa chọn. Chính phủ Ấn Độ đã thông qua lệnh cấm chính thức với việc soi giới tính trước khi sinh năm 1994 và cấm phá thai do lựa chọn giới tính năm 2002, dù trước đó họ đã loại ra ngoài vòng pháp luật việc phá thai ngoại trừ vì lý do an toàn cho bà mẹ.
Tại Cộng hòa Nhân dân Trung Hoa, cũng có sự ưa thích con trai hơn con gái từ trong lịch sử. Việc áp dụng chính sách một con năm 1979, trước những lo ngại về dân số, đã dẫn tới sự gia tăng cách biệt trong tỷ lệ trẻ sơ sinh theo giới tính khi các bậc cha mẹ tìm cách lách luật thông qua việc phá thai do lựa chọn giới tính hay bỏ rơi con gái. Phá thai do lựa chọn giới tính có thể có ảnh hưởng dẫn tới sự gia tăng tỷ lệ trẻ nam/nữ quốc gia lên đến mức cao 117:100 theo báo cáo năm 2002. Khuynh hướng này thường thấy nhất tại các khu vực nông thôn: cao tới 130:100 tại Quảng Đông và 135:100 tại Hải Nam. Một lệnh cấm phá thai do lựa chọn giới tính đã được ban hành năm 2003.

### Bạo lực chống phá thai
Các bác sĩ và cơ sở y tế cung cấp dịch vụ phá thai đã trở thành đối tượng của nhiều hình thức bạo lực, gồm cả giết hại, tìm cách giết hại, bắt cóc, săn đuổi, tấn công, đốt phá, và đánh bom. Bạo lực chống phá thai đã bị các nguồn thông tin của chính phủ và giới học giả coi là một dạng của chủ nghĩa khủng bố. Chỉ một nhóm nhỏ những người phản đối phá thai thực hiện hành vi bạo lực, thường gọi những hành động của mình là giết người hợp pháp hay bảo vệ những người khác, thực hiện hành động để bảo vệ mạng sống của các thai nhi.
Tại Hoa Kỳ, bốn người thực hiện phá thai – Bác sĩ David Gunn, John Britton, Barnett Slepian, và George Tiller—đã bị ám sát. Những âm mưu ám sát cũng đã diễn ra tại Hoa Kỳ và Canada, và những người khác tại cơ sở y tế, kể cả lễ tân và nhân viên an ninh, đã bị giết tại Hoa Kỳ và Australia. Hàng trăm vụ đánh bom, đốt phá, tấn công bằng axít, xâm nhập, vụ việc phá hoại chống những cơ sở cung cấp dịch vụ phá thai đã diễn ra. Những nhân vật bạo lực chống phá thai đáng chú ý gồm Eric Robert Rudolph, Scott Roeder, Shelley Shannon, và Paul Jennings Hill, người đầu tiên bị hành quyết ở Hoa Kỳ vì giết một bác sĩ phá thai.

### Nghệ thuật, phim và văn học
Nghệ thuật là phương tiện nhân đạo hóa vấn đề phá thai và thể hiện vô số quyết định và những hậu quả từ đó. Một trong những thể hiện sớm nhất về phá thai là trong một bức phù điêu đắp nổi thấp tại Angkor Wat (khoảng năm 1150). Nhà hoạt động ủng hộ sự sống Børre Knudsen có liên quan tới một tác phẩm nghệ thuật mất trộm năm 1994 như một phần của đợt vận động ủng hộ sự sống tại Na Uy nhân sự kiện Olympic mùa Đông năm 1994. Một gallery Thụy Sĩ đã gỡ bỏ một tác phẩm trong tuyển tập Trung Quốc năm 2005, tác phẩm có cái đầu của một thai nhi gắn trên thân một con chim. Năm 2008, một sinh viên trường Yale đã đề xuất sử dụng những phần bị bỏ đi và chính sự phá thai có chủ đích như một dự án nghệ thuật trình diễn.
The Cider House Rules (tác phẩm 1985, phim 1999) kể câu chuyện của Bác sĩ Larch một đạo diễn mồ côi, là một người thực hiện phá thai bất đắc dĩ sau khi xem những hậu quả của back-alley abortions, và trợ lý y tế mồ côi của ông Homer, một người phản đối phá thai. Các tiểu thuyết nữ quyền như Braided Lives (1997) của Marge Piercy nhấn mạnh cuộc đấu tranh phụ nữ phải đối mặt với phá thai không an toàn trong nhiều hoàn cảnh trước khi nó được hợp pháp hóa. Bác sĩ Susan Wicklund đã viết cuốn This Common Secret (2007) về cách làm thế nào một chấn thương tâm lý cá nhân bà có khiến bà quyết tâm chăm sóc những phụ nữ những người đã quyết định thực hiện phá thai. Khi Wicklund đi khắp phương Tây để thực hiện dịch vụ phá thai tại các bệnh viện ở xa xôi, bà đã kể câu chuyện về những phụ nữ đã được bà chăm sóc và những hy sinh mà bà và những người thân phải gánh chịu. Năm 2009, Irene Vilar tiết lộ sự lạm dụng và thói nghiện phá thai trong quá khứ của mình trong cuốn Impossible Motherhood, bà đã thực hiện 15 lần phá thai trong 17 năm. Theo Vilar nó là kết quả của một chu trình tâm tâm lý đen tối của quyền lực, sự nổi loạn và những mong đợi của xã hội. Trong bài thơ sử thi thần thoại của Annie Finch và trong phần lời vở nhạc kịch opera Among the Goddesses (2010), vụ phá thai của nữ anh hùng là ngữ cảnh tâm hồn của các nữ thần Demeter, Kali, và Inanna.
Nhiều quan điểm và thực tế khác về việc phá thai đã được thể hiện trên phim. Trong Riding in Cars with Boys (2001) một phụ nữ trẻ đã mang thai tới khi sinh nở vì việc phá thai không thể thực hiện, dọn nhà tới ở cùng bạn trai và dính líu tới ma túy, không có tương lai, và tự hỏi mình có yêu con không. Trong khi trong phim Juno (2007) một bé gái 16 tuổi chuẩn bị thực hiện phá thai nhưng đã quyết định tiếp tục thai kỳ và mang cho một cặp vợ chồng giàu có nuôi nó. Các bộ phim khác Dirty Dancing (1987) và If These Walls Could Talk (1996) đề cập tới khả năng, sự sẵn có và những nguy hiểm của việc phá thai không an toàn. Dấu ấn cảm xúc của việc đối mặt với việc mang thai ngoài ý muốn là chủ đề của Things You Can Tell Just By Looking At Her (2000) và Circle of Friends (1995). Khi hôn nhân đang The Godfather Phần II (1974) Kay biết mối quan hệ đã chấm dứt khi bà bí mật phá thai "một đứa con trai". Trong cuộc tranh cãi về phá thai, một sự nghiện ngập vô trách nhiệm được dùng như con tốt trong cuộc cạnh tranh giữa các nhóm ủng hộ lựa chọn và ủng hộ sự sống trong Citizen Ruth (1996).

## Ở các loài động vật khác
Sẩy thai tự phát xảy ra ở nhiều loài động vật. Ví dụ, ở cừu nó có thể diễn ra khi đàn cừu chen lấn qua cửa, khi hay bị chó đuổi. Ở bò, sẩy thai có thể diễn ra vì bệnh truyền nhiễm, như Brucellosis hay Campylobacter, nhưng thường có thể được kiểm soát bằng vắc xin.
Phá thai có chủ đích cũng có thể diễn ra ở động vật, trong ngữ cảnh nghề chăn nuôi. Ví dụ, phá thai có thể được thực hiện với những con lừa/ngựa cái kết đôi không chuẩn, hay đã bị mua bởi người chủ không nhận ra rằng nó đang mang thai, hay mang thai kép.
Sự phá thai cũng có thể diễn ra ở ngựa và ngựa vằn vì sự quấy rầy của con đực với con cái đang mang thai hay giao cấu cưỡng bức, dù tần suất xảy ra trong tự nhiên vẫn còn bị nghi vấn. Những con khỉ Gray langur đực có thể tấn công con cái sau khi tiếp quản, gây sẩy thai.

## Quan niệm của các tôn giáo
Các tôn giáo như:
- Ki tô giáo: Điều 1398 trong bộ giáo luật 1983 quy định rằng: "người nào thi hành việc phá thai có hiệu quả thì bị vạ tuyệt thông tiền kết". Vạ tuyệt thông tiền kết là gì? Đây là loại hình phạt mang tính tự động. Hình phạt này tội nhân phải gánh chịu "do tính cách nghiêm trọng của tội ác"; và không cần một tuyên án cụ thể nào của nhà chức trách có thẩm quyền. Vạ tuyệt thông tiền kết thường được áp dụng cho các tội lớn trong giáo hội như lạc giáo, bội giáo, ly giáo. Tại sao lại áp dụng án phạt này cho người có hành vi nạo phá thai? Bởi lẽ, các thai nhi không có khả năng tự vệ nên tội ác phá thai có tính chất nghiêm trọng. Giết một người trưởng thành chỉ mang tội trọng nhưng giết một thai nhi không những mang tội trọng mà còn bị vạ tuyệt thông tiền kết. Huấn quyền đã lặp đi lặp lại và dạy một cách xác tín rằng phá thai luôn là trọng tội và là một hành động vô luân nghiêm trọng. Thánh Giáo hoàng Gioan Phaolô II đã từng khẳng định: "Vì vậy, với quyền bính được Chúa Kitô trao cho Phêrô và những người kế vị, trong sự hiệp thông với tất cả giám mục của Giáo hội Công giáo, tôi xác nhận rằng việc trực tiếp và cố ý giết một người vô tội luôn luôn là điều vô luân nghiêm trọng. Giáo lý này căn cứ vào luật bất thành văn mà mọi người nhận thấy trong thâm tâm của mình dưới ánh sáng của lý trí (x. Rm 2, 14-15), được Thánh Kinh khẳng định và Truyền thống Giáo hội lưu truyền và được Huấn Quyền thông thường và phổ quát giảng dạy". Trong trường hợp của một người Công giáo nạo phá thai, hành động và xác tín của họ đi ngược lại với giáo huấn của Giáo hội. Họ có quan điểm trái ngược với Giáo Huấn của Giáo hội khi cho rằng phá thai là không vô luân, là chấp nhận được hay thậm chí cho rằng đó là quyền của con người. Điều này khiến họ bị liệt vào hạng người lạc giáo. Theo điều 751: "Lạc giáo là ngoan cố chối bỏ hoặc ngoan cố hồ nghi về một chân lý phải tin với Đức tin Thần Khởi và Công giáo sau khi đã lãnh nhận Bí Tích Rửa Tội; bội giáo là chối bỏ đức tin Kitô giáo; ly giáo là từ chối vâng phục Đức Giáo hoàng hoặc từ chối hiệp thông với các chi thể của Giáo hội thuộc quyền ngài.". Các tội này chịu hình phạt vạ tuyệt thông tiền kết theo điều 1364 triệt 1 "Người bội giáo, lạc giáo hay ly giáo đều bị vạ tuyệt thông tiền kết." Như thế, bất kỳ người Công giáo nào cho rằng phá thai là không vô luân đều mang tội lạc giáo và phải gánh chịu vạ tuyệt thông tiền kết. Việc cổ vũ cho việc phá thai thuộc vào tội đồng loã. Những ai cổ vũ cho việc phá thai như tuyên truyền, phát thuốc, quảng cáo, tung ra phim ảnh, ủng hộ luật phá thai hợp pháp... thì cũng đều mang tội trọng và lãnh án vạ tuyệt thông tiền kết. Một chính trị gia Công giáo tham gia vào việc soạn thảo luật cho phép phá thai hay lên tiếng giữa dân chúng rằng mình ủng hộ chính sách phá thai thì cũng chịu cùng một tội và vạ trên. Khi một người bỏ phiếu tín nhiệm một quan chức ủng hộ phá thai thì người ấy được kể là kẻ đồng phạm và cũng mang vạ tuyệt thông tiền kết. Họ tự mình tách ra khỏi sự hiệp thông với Giáo hội.[150]
- Phật giáo: Tuy không chủ trương chống việc phá thai một cách quá khắt khe nhưng đối với Phật giáo, phá thai là một hành động tiêu cực và không nên để xảy ra. Phật giáo quan niệm sự sống con người bắt đầu từ lúc thụ thai.[151] Phá thai tạo nghiệp xấu cho cả người mẹ và bào thai. Nghiệp xấu cho người mẹ là hành động sát sinh, đặc biệt đây lại là đứa con mình thai nghén nên. Nghiệp xấu cho bào thai là bị đánh mất một cơ hội được tái sinh làm người. Dưới cái nhìn về luân hồi, mang thai là một sự việc thiêng liêng, và sự ra đời của một con người là một cơ hội hiếm quý. Với Phật giáo, việc phá thai gây ra một ác nghiệp và người nạo phá thai sẽ phải nhận lãnh quả báo đọa địa ngục Vô Gián.